# Zapudje
Zapúdje je naselje v Sloveniji.
V vasi se nahaja cerkev sv. Petra.

## Naravne znamenitosti
Zahodno od vasi se nahaja kapniška jama Kaščica, ki jo imenujejo tudi Loknarjevo brezno oz. Loknarjeva prepadnica.